# Helina raoheensis
Helina raoheensis este o specie de muște din genul Helina, familia Muscidae, descrisă de Liu, Cui și Ma în anul 2000.
Este endemică în Heilongjiang. Conform Catalogue of Life specia Helina raoheensis nu are subspecii cunoscute.